# Afrixalus leucostictus
Afrixalus leucostictus là một loài ếch thuộc họ Hyperoliidae.
Đây là loài đặc hữu của Cộng hòa Dân chủ Congo.
Môi trường sống tự nhiên của chúng là rừng ẩm vùng đất thấp nhiệt đới hoặc cận nhiệt đới, vùng núi ẩm nhiệt đới hoặc cận nhiệt đới, và đầm lầy.
Chúng hiện đang bị đe dọa vì mất môi trường sống.